# Moledo (Caminha)
Moledo ist ein portugiesischer Ort und eine ehemalige Gemeinde (Freguesia) im Concelho Caminha. Sie liegt etwa drei Kilometer südlich von Caminha an der Küste des Atlantischen Ozeans. Die Gemeinde hatte 1318 Einwohner (Stand 30. Juni 2011). Schutzpatron des Ortes ist der heilige Pelagius.
Mit der Gebietsreform vom 29. September 2013 wurden die Gemeinden Moledo und Cristelo zur neuen Gemeinde União das Freguesias de Moledo e Cristelo zusammengeschlossen. Moledo ist Sitz dieser neu gebildeten Gemeinde.

## Bauwerke
- Das Forte da Ínsua aus dem 17. Jahrhundert ist als Monumento Nacional klassifiziert.
- Haus Alves Costa von 1973 von Álvaro Siza Vieira

## Weblinks

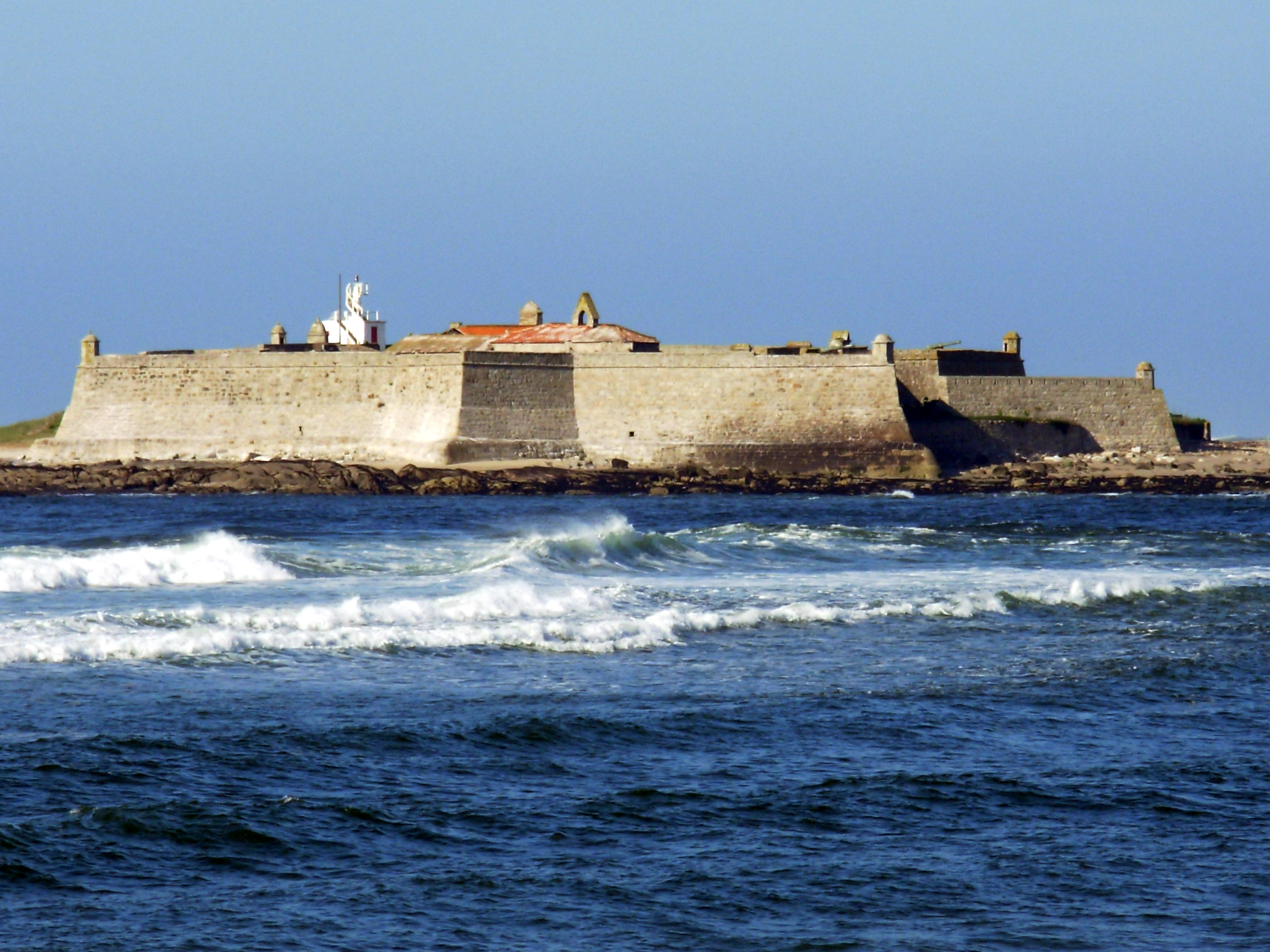
Forte da Ínsua